# ليونارد إف. فاولر
ليونارد إف. فاولر (بالإنجليزية: Leonard F. Fuller)‏ هو أستاذ جامعي ومخترع أمريكي، ولد في 21 أغسطس 1890 في بورتلاند في الولايات المتحدة، وتوفي في 23 أبريل 1987 في بالو ألتو في الولايات المتحدة.